# Уголківське сільське поселення
Уголкі́вське сільське поселення (рос. Уголковское сельское поселение) — муніципальне утворення у складі Зубово-Полянського району Мордовії, Росія. Адміністративний центр — село Уголок.

## Населення
Населення — 545 осіб (2019, 590 у 2010, 595 у 2002).

## Склад
До складу поселення входять такі населені пункти:
| Населений пункт        | Населення, осіб (2002) | Населення, осіб (2010) |
| ---------------------- | ---------------------- | ---------------------- |
| Дмитрієвка, селище     | 0                      | 1                      |
| Ісаєвка, присілок      | 124                    | 117                    |
| Красний Лундан, селище | 85                     | 79                     |
| Нова Поляна, село      | 96                     | 102                    |
| Уголок, село           | 255                    | 260                    |
| Шуварляй, селище       | 35                     | 31                     |